# ФК Бока Хуниорс
АК „Бока Хуниорс“ е най-популярният спортен клуб в Аржентина, най-добре познат като футболен клуб. Той е от столицата Буенос Айрес, а стадионът му се нарича „Естадио Алберто Х. Армандо“, познат като Бомбониерата. Тимът е ставал шампион в Примера дивисион 35 пъти.

## История
На 3 април 1905 г. петима италиански имигранти се събират на пристанище Мадеро (Пуерто Мадеро) в Буенос Айрес. Естебан Беглието, Алфредо Скарпати, Сантяго Сана и братята Хуан и Теодоро Фаренга основават Бока Хуниорс (в името на клуба се използва и английски, защото футболът в страната е донесен от английски работници). Те решават и да сменят досегашните розови ризки – избират цветовете синьо-жълто на шведското знаме, под което плава първият влязъл кораб на пристанището и до днес цветовете на екипа не са променени. Първият мач на тима е на 5 май 1905 г. срещу Мариано Морено, а първият международен мач е на 8 декември 1907 г. срещу Универсал Монтевидео от Уругвай.
Бока играли в аматьорски и местни лиги, докато не се изкачили в първа дивизия през 1913 г., когато дивизията се увеличава с 6 отбора на 15. Оттогава Бока никога не изпаднал от дивизията, печелейки шест аматьорски шампионата през 1919, 1920, 1923, 1924, 1924, 1926 и 1930 г. През следващата година се появява професионалният футбол в Аржентина и Бока печелят първата си професионална титла през същата 1931 г. Оттогава отборът е спечелил още 22 професионални титли на Аржентина, което го прави вторият най-успешен клуб в страната след вечния враг Ривър Плейт. Бокенсес печелят също така и 6 пъти Копа Либертадорес и 3 пъти Междуконтинентална Купа.

## Легендарни футболисти
- Диего Марадона
- Хуан Роман Рикелме
- Роберто Музо
- Уго Гати
- Габриел Батистута
- Карлос Тевес
- Клаудио Каниджа
- Хуан Себастиан Верон
- Мартин Палермо
- Роберто Абондансиери
- Силвио Мардзолини